# テレビが伝える“プロ野球”〜あの歴史的瞬間、そして、未来へ〜
『テレビが伝える"プロ野球" 〜あの歴史的瞬間、そして、未来へ〜』（テレビがつたえるプロやきゅう れきしてきしゅんかん、そしてみらいへ）は2023年12月16日から12月20日まで5日連続で放送される、日本の民間放送5局による共同特別番組

## ナビゲーター
- 谷原章介 - 担当番組：バトンタッチ SDGsはじめてます（BS朝日）

## BS日テレ

### 巨人90周年 粋を継ぐもの
- 12月16日 19:00 - 21:00

出演者
- 阿部慎之助（来季からは読売ジャイアンツ一軍監督）

以下はいずれも読売ジャイアンツ所属選手（初回放送日時点）
- 坂本勇人
- 岡本和真
- 桑田真澄
- 杉内俊哉
- 菅野智之
- 大城卓三
- 大勢
- 戸郷翔征

## BSフジ

### どん底を味わったサムライたち
- 12月17日 18:00 - 19:55

出演者
いずれも東京ヤクルトスワローズ所属選手（初回放送日時点）
- 村上宗隆
- 山田哲人
- 高橋奎二
- 中村悠平

## BSテレ東

### サムライの魂を持つ男
- 12月18日 19:00 - 20:54

出演者
- 斎藤佑樹（元プロ野球選手）
- ヌートバー久美子
- カート・スズキ（元プロ野球選手、MLBロサンゼルス・エンゼルスGM補佐）

## BS-TBS

### MLB歴代日本人選手の軌跡
- 12月19日 21:00 - 22:54

出演者
- 近藤夏子（TBSテレビアナウンサー）
- 岡島秀樹（野球解説者）
- 福島良一（メジャーリーグ解説者）

## BS朝日

### 38年ぶりの日本一 〜輝く我が名ぞ!栄光の阪神タイガース物語〜
- 12月20日 20:00 - 21:54

出演者
いずれも阪神タイガースOBで、野球解説者
- 吉田義男
- 小山正明
- 田淵幸一
- 真弓明信
- 掛布雅之